# Nickenichit
Nickenichit ist ein sehr selten vorkommendes Mineral aus der Mineralklasse der „Phosphate, Arsenate, und Vanadate“ mit der chemischen Formel (Na,Ca,Cu)1,6(Mg,Fe3+)3[AsO4]3. Damit ist das Mineral aus chemischer Sicht ein Natrium-Magnesium-Arsenat.
Nickenichit kristallisiert im monoklinen Kristallsystem und entwickelt bis 0,2 mm lange, faserige bis prismatische, nach [101] gestreckte Kristalle, die radiale oder parallel {010} lamellare Aggregate bilden.

## Etymologie und Geschichte
Als Entdecker des Nickenichits gilt der Mineraliensammler Norbert Ballak aus Lonnig, Eifel, der das Mineral in der Fortsetzung einer Ende 1989 entdeckten röhrenförmigen, ca. 0,5 m Durchmesser aufweisen Fumarole in den Schlackenabbauen am Nickenicher Sattel (Eicher Sattel) bei Nickenich unweit Andernach, Eifel, Rheinland-Pfalz, Deutschland, fand und das Untersuchungsmaterial für die Typpublikation zur Verfügung stellte.  Das Mineral wurde von einem österreichisch-deutschen Forscherteam um M. Auernhammer, Herta Effenberger, Gerhard Hentschel, Thomas Reinecke und Ekkehard Tillmanns untersucht. Nachdem es durch die International Mineralogical Association (IMA) im Jahre 1992 anerkannt wurde, erfolgte ein Jahr später 1993 die offizielle Erstbeschreibung. Die Autoren benannten das Mineral seiner Typlokalität, dem Schlackenabbau am Nickenicher Sattel.
Die Holotypstufe befindet sich in der Sammlung des Institut für Mineralogie und Kristallographie der Universität Wien, Österreich.

## Klassifikation
Da der Nickenichit erst 1992 als eigenständiges Mineral anerkannt wurde, ist er in der zuletzt 1977 überarbeiteten 8. Auflage der Mineralsystematik nach Strunz noch nicht verzeichnet.
In der zuletzt 2018 überarbeiteten Lapis-Systematik nach Stefan Weiß, die formal auf der alten Systematik von Karl Hugo Strunz in der 8. Auflage basiert, erhielt das Mineral die System- und Mineralnummer VII/A.07-030. Dies entspricht der Klasse der „Phosphate, Arsenate und Vanadate“ und dort der Abteilung „Wasserfreie Phosphate [PO4]3−, ohne fremde Anionen“, wo Nickenichit zusammen mit Bradaczekit, Johillerit, O’Danielit, Pharmazinkit, Yazganit und Yurmarinit eine unbenannte Gruppe mit der Systemnummer VII/A.07 bildet.
Die von der International Mineralogical Association (IMA) zuletzt 2009 aktualisierte 9. Auflage der Strunz’schen Mineralsystematik ordnet den Nickenichit ebenfalls in die Abteilung „Phosphate usw. ohne zusätzliche Anionen; ohne H2O“ ein. Diese ist allerdings weiter unterteilt nach der relativen Größe der beteiligten Kationen. Das Mineral ist hier entsprechend seiner Zusammensetzung in der Unterabteilung „Mit mittelgroßen und großen Kationen“ zu finden, wo es zusammen mit Alluaudit, Arseniopleit, Bradaczekit, Groatit, Karyinit, Ferroalluaudit, Ferrohagendorfit, Hagendorfit, Johillerit, Maghagendorfit, Manitobait, O’Danielit, Varulith und Yazganit die „Hagendorfitgruppe“ mit der Systemnummer 8.AC.10 bildet.
In der vorwiegend im englischen Sprachraum gebräuchlichen Systematik der Minerale nach Dana hat Nickenichit die System- und Mineralnummer 38.02.03.09. Das entspricht ebenfalls der Klasse der „Phosphate, Arsenate und Vanadate“ und dort der Abteilung „Wasserfreie Phosphate etc.“. Hier findet er sich innerhalb der Unterabteilung „Wasserfreie Phosphate etc., (A+B2+)5(XO4)3“ in der „Alluaudit-Wyllieitgruppe (Alluaudit-Untergruppe)“, in der auch Ferrohagendorfit, Hagendorfit, Varulith, Maghagendorfit, Ferroalluaudit, Alluaudit, O’Danielit, Johillerit, Yazganit, Groatit und Manitobait eingeordnet sind.

## Chemismus
Nickenichit hat die gemessene chemische Zusammensetzung (Na0,81K0,01)Σ=0,82Ca0,27Cu0,32(Mg2,42Fe0,38Al0,12Mn0,03)Σ=2,95[(As1,02P0,02)Σ=1,04O4]3. Nach der Kristallstrukturbestimmung ergibt sich daraus Na0,76Ca0,41Cu0,39(Mg2,33Fe0,52
Al0,12Mn0,03)Σ=3,00[(As0,98P0,02)Σ=1,00O4]3.
Vom chemischen Gesichtspunkt lässt sich Nickenichit von O’Danielit bzw. Johillerit durch die Abwesenheit von Zink, durch den Einbau dreiwertiger Kationen und durch den Einbau von Calcium-Atomen an einer strukturellen Position, die in den genannten beiden Mineralen überhaupt nicht besetzt ist, unterscheiden.

## Kristallstruktur
Nickenichit kristallisiert im monoklinen Kristallsystem in der Raumgruppe C2/c (Raumgruppen-Nr. 15) mit den Gitterparametern a = 11,882 Å; b = 12,760 Å; c = 6,647 Å und β = 112,81° sowie vier Formeleinheiten pro Elementarzelle.
Nickenichit zeigt enge strukturelle Beziehungen zu den Mineralen O’Danielit und Johillerit, ohne tatsächlich isotyp (isostrukturell) zu ihnen zu sein. Die zwei kristallographisch verschiedenen oktaedrisch koordinierten Kationpositionen Me = (Mg, Fe, Al) haben mittlere Me–O-Abstände von 2,108 Å und 2,056 Å, die Oktaeder werden über Kanten zu zick-zack-artigen Ketten in [101] verknüpft, diese werden untereinander über AsO4-Tetraeder vernetzt. Des Weiteren ist die Verbindung durch partiell besetzte Na[4+4]-, Ca[6+2]- und Cu[4]-Positionen charakterisiert.

## Eigenschaften

### Morphologie
Nickenichit bildet bis 0,2 mm lange, faserige oder prismatische, nach [101] gestreckte Kristalle, die meist zu radialen – seltener auch zu parallel {010} lamellaren – Aggregaten zusammentreten, welche flach auf den Hohlraumwänden aufgewachsen waren. Der Durchmesser der Einzelkristalle ist nur selten größer als 0,03 mm. An den Kristallen sind die Flächenformen {010}, {100} und {101} identifiziert worden. Nur in seltenen Fällen sind faserige bis feinnadelige Nickenichit-Kristalle dreidimensional zu igelartiogen Aggregaten verwachsen.

### Physikalische und chemische Eigenschaften
Die Kristalle des Nickenichit sind hellblau bis graublau, während die Strichfarbe des Minerals nicht angegeben ist. Sehr wahrscheinlich wird es sich bei der Farbe des Mineralpulvers aber um ein ganz helles Blau handeln. Die vom Zweitfundort Nickenicher Weinberg stammenden Kristalle zeigen ein violettstichiges, dunkles Blau. Die durchscheinenden Kristalle weisen einen glasartigen Glanz auf, was sich auch in der vergleichsweise niedrigen Lichtbrechung von 1,714 bis 1,744 und der Doppelbrechung von 0,069 widerspiegelt. Das Mineral besitzt drei unterschiedlich gute Spaltbarkeiten. Es spaltet ausgezeichnet nach {010} sowie gut nach {100} und {101}. Mit einer Mohshärte von ca. 3 gehört Nickenichit zu den mittelharten Mineralen und würde sich bei hinreichender Größe der Kristalle wie das Referenzmineral Calcit von einer Kupfermünze ritzen lassen. Die berechnete Dichte liegt bei 4,06 g/cm³.

## Bildung und Fundorte
Nickenichit ist eine sehr seltene Mineralbildung und ist bisher (Stand 2016) von lediglich zwei Fundorten bekannt. Als Typlokalität gilt die Schlackengrube am „Nickenicher Sattel“ bei Nickenich unweit Andernach in der Eifel, Rheinland-Pfalz. Der zweite Fundort ist der unweit der Typlokalität befindliche, 6 km südwestlich von Andernach liegende Basaltlavasteinbruch am „Nickenicher Weinberg“ (Nickenicher Sattelberg) bei Nickenich. Material mit Nickenichit wurde hier einige Jahre nach dem Fund an der Typlokalität geborgen – der Nickenichit aber erst 1999 eindeutig identifiziert. Fundorte in Österreich bzw. der Schweiz sind unbekannt.
Beim Erstfundort handelt es sich um den Dachbereich eines größeren Hohlraums zwischen zwei Fumarolenkanälen, der seitdem als Nickenichit-haltige Fumarole bekannt geworden ist. Der Dachbereich und die beiden Fumarolenkanäle waren mit auffälligen, für ein Vorkommen in Basaltschlacken ungewöhnlich bunten Mineralen überzogen. Der Nickenichit fand sich dabei nur in einem eng begrenzten Bereich zwischen den Fumarolen. Er stellt wie seine Begleiter eine Bildung dar, die aus heißen Fumarolengasen abgesetzt worden ist. Als Begleitminerale des Nickenits sind weißliche Vanadinit-Kristalle sowie gelbgrüner bis gelber, pulveriger Duhamelit identifiziert worden, wobei sich letzterer als Ca- und Bi-haltiger Mottramit erwies und 2003 als eigenes Mineral diskreditiert wurde. In der weiteren Umgebung fanden sich Calcit, Cerussit, Malachit und Chrysokoll. Am Nickenicher Weinberg bedeckt Nickenichit zusammen mit nierigen gelben, oft auch pulverigen Mottramit-Krusten die Fumarolenwände. Zum Teil ist Nickenichit hier auch pustelartig mit gelbem Mottramit gesprenkelt oder überzogen.